# Klis
Klis (wł. Clissa) – osada na przełęczy o tej samej nazwie w Chorwacji, w żupanii splicko-dalmatyńskiej, siedziba gminy Klis. Leży ok. 10 km na północny wschód od Splitu. W 2011 roku liczyło 3001 mieszkańców.
Wieś leży na przełęczy między górami Mosor i Kozjak, na wysokości 360 m n.p.m. Dzięki swemu położeniu Klis już od czasów imperium rzymskiego posiadał strategiczne znaczenie. Przebiegała przez niego jedyna łatwo przejezdna droga łącząca wnętrze kontynentu z wybrzeżem Adriatyku. Nic dziwnego, że nadano mu nazwę „klucza” (gr. Kleisa – klucz). Twierdzę na wznoszącym się nad osadą wzgórzu postawili już Rzymianie, następnie przechodziła ona kolejno w ręce Chorwatów, Wenecjan, Turków, Francuzów i Austriaków. Twierdza Klis przez wieki stanowiła najważniejszą fortecę w rejonie dzisiejszej Chorwacji. Aktualnie uznawana jest za jeden z cenniejszych zabytków tego kraju.
Z powodu położenia Klis narażony jest na stosunkowo silne wiatry bora.